# Eschweiler Raffiné
Eschweiler Raffiné ist der bis 1960 verwendete Handelsname für das in der Bleihütte Binsfeldhammer hergestellte Hüttenweichblei. Die Bleihütte befand sich von 1848 bis 1929 im Besitz der Eschweiler Gesellschaft. So erklärt sich der Name, der noch bis 1960 verwendet wurde, obwohl die Hütte auf Stolberger Gebiet lag und noch heute liegt.
Im 19. Jahrhundert wurde das fertige Produkt in 36 Zoll langen, trogförmigen Barren (sogenannte „Mulden“) mit einem Gewicht von 140 Pfund gehandelt.